# Região das Terras Altas

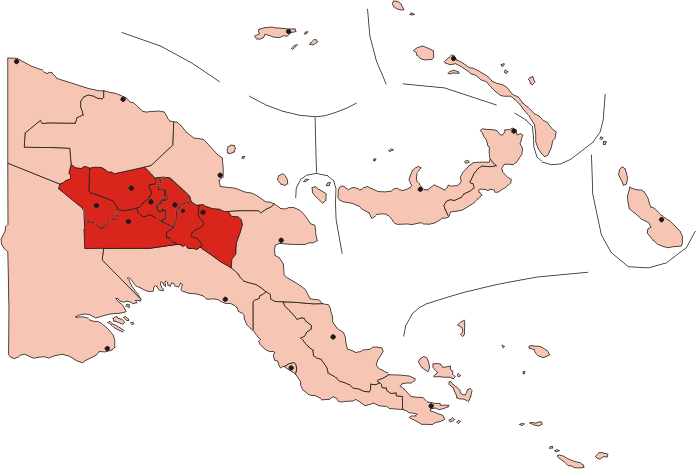
Localização da Região das Terras Altas na Papua-Nova Guiné

A Região das Terras Altas é uma das quatro regiões da Papua-Nova Guiné.
Compreende as seguintes províncias:
- Simbu
- Eastern Highlands
- Enga
- Southern Highlands
- Planalto Ocidental